# Kálócfa
Kálócfa község Zala vármegyében, a Lenti járásban, a Zalai-dombság területén, a Göcsejben.

## Fekvése
Lenti és Zalalövő közt fekszik, nagyjából a két város között félúton.
A közvetlenül határos települések: észak felől Kozmadombja, északkelet felől Pusztaapáti, délkelet felől Pórszombat, dél felől Zalabaksa, délnyugat felől Csesztreg, nyugat felől pedig Kerkakutas.

### Megközelítése
Csak közúton érhető el, a 86-os főúton, mely a központján is végighalad dél-északi irányban. Közigazgatási területének déli szélén ér véget, a főútba csatlakozva a Zalaegerszegtől idáig húzódó 7405-ös út.
Vasútvonal nem érinti; a legközelebbi vasúti csatlakozási lehetőséget a Boba–Bajánsenye-vasútvonal Zalalövő vasútállomása biztosítja, körülbelül 12 kilométerre északra.

## Nevének eredete
Nevét valószínűleg az itt lakó kálizokról, muzulmán besenyőkről kaphatta, míg más magyarázat szerint egy Káliz, Kálóz nevű birtokosé volt.

## Története
A település neve egy a 12. század végén itt élt Kálóz nevű ember Kutasi János nevű unokájával kapcsolatban fordul elő először 1364-ben, kinek fia szintén a Kálóz nevet viselte, kinek Kálóz nevű dédunokája, mivel örököse nem volt, 1397-ben birtokait leányainak Radicsi Mihálynére, Lóránt fia Ferenc feleségére, Irsai Istvánnéra, valamint Katára és Margitra hagyta.  
1531-ben és 1542-ben külön szerepel Kálózfalva és Ilvágy egymás mellett egy adólajstromban.
Szent Miklós tiszteletére szentelt egyházát egy 1433-ban kelt oklevél is említette, az akkori nagy 
kőtemplom azonban a török időkben elpusztult.
A falu 1563. szeptember 24-én tűnt fel újra az írásos forrásokban, mikor I. Ferdinánd királyi adomány címén a Kálózfalvai, más néven Ilvágyi Taba család tagjainak adományozta. 1690-ben a település Esteházyak birtoka lett. Egy 1746. december 29-én kiadott oklevél szerint Kálócfa Esterházy Pál hercegé lett.
A 18. század elején már élt a településen a kálóczfai Szente család. 1734-ben, az itt élő kálóczfai Szente Mihály templomot építtetett a faluban, melyet Szent Lőrinc tiszteletére szenteltek fel, majd a régi templom helyett 1937-ben épült fel a falu új temploma, melyet Szent Lőrinc tiszteletére szenteltek fel és melyet Simon Pál földbirtokos hagyatékából építettek. 
A 18. század végén élt a településen a nemesi sázrmazású  kálóczfai Szente Mihály, földbirtokos, aki 1777. és 1786 között volt esküdt Zalalövőn. Szente Mihály és Horváth Rozália fia, kálóczfai Szente József (1773-1811), táblabíró, kálócfai birtokos, aki feleségül vette tubolyszeghi Tuboly Julia kisasszonyt, tubolyszeghi Tuboly László (1756–1828), főszolgabíró, táblabíró, költő, szabadkőműves, és boldogfai Farkas Erzsébet lányát. Szente József és Tuboly Julianna frigyéből származott: Szente Mihály (1803–1839), jogász, a zalalövői járás alszolgabirája, kálócfai birtokos, aki a Győri királyi jogakadémián végzett, és a kálócfai római katolikus templom gondnoka volt, valamint fivére, Szente Lajos (1807–1855) jogász, a zalalövői járás alszolgabirája, salomvári közbirtokos, aki 1845-ben Deák Ferenc mellett valamint több zalai nemes úr mellett szerepelt az önkéntes adozók között.
A település 1818-tól a Zalalövői járáshoz, az 1925-ös Közigazgatási útmutató alapján a Zalabaksai Körjegyzőséghez, illetve az Alsólendvai járáshoz tartozott, a Vármegye székhelye Zalaegerszeg volt. 1949-től már önálló tanács működött, majd átszervezés után a Zalabaksai Községi Közös Tanács látta el a közigazgatási feladatokat, Lenti járási székhellyel.

## Közélete

### Polgármesterei
- 1990–1994: Laki József (független)[6]
- 1994–1998: Laki József (független)[7]
- 1998–2002: Laki József (független)[8]
- 2002–2006: Laki József (független)[9]
- 2006–2010: Laki József (független)[10]
- 2010–2014: Szabó András (független)[11]
- 2014–2019: Szabó András (független)[12]
- 2019–2024: Szabó András (független)[13]
- 2024– : Szabó András (független)[1]

## Népesség
A település népességének változása:
| Lakosok száma | 160  | 155  | 158  | 130  | 141  | 132  | 126  |
|               | 2013 | 2014 | 2015 | 2021 | 2022 | 2023 | 2024 |

A 2011-es népszámlálás idején a nemzetiségi megoszlás a következő volt: magyar 92,68, német 5,49%. A lakosok 86,9%-a római katolikusnak, 6,2% reformátusnak, 2,48% felekezeten kívülinek vallotta magát (3,1% nem nyilatkozott).
2022-ben a lakosság 79,4%-a vallotta magát magyarnak, 6,4% németnek, 1,4% egyéb, nem hazai nemzetiségűnek (16,3% nem nyilatkozott; a kettős identitások miatt a végösszeg nagyobb lehet 100%-nál). Vallásuk szerint 34,8% volt római katolikus, 1,4% evangélikus, 1,4% egyéb katolikus, 2,8% felekezeten kívüli (59,6% nem válaszolt).

## Nevezetességei
- Szent István-szobor[16]